# Brandon Barnes
Brandon Barnes (Denver, 10 de octubre de 1972) es un músico y productor estadounidense, conocido por ser el baterista de la banda de punk rock Rise Against. Barnes vive con su mujer, hijo e hija en Colorado. Además, es el único miembro de la banda que no es straight edge.

## Biografía
Brandon recibió su primera batería a los nueve años de edad, regalo de su abuelo, quien fue músico de jazz en Chicago. Comenzó a recibir lecciones de batería a los doce años hasta los diecisiete, además de pertenecer a la banda de jazz del colegio. Estudió música en la facultad y tocó la batería con la Universidad de Colorado. Sus influencias son Elvin Jones, Tony Williams, Terry Bozzio, Peter Erskine y Dave Lombardo.
Brandon se unió a Rise Against en el año 2000 después de la disolución de "Pinhead Circus", siendo The Unraveling su primera grabación con la banda. Hasta la fecha sigue tocando con Rise Against, y ha grabado en todos los álbumes de estudio del grupo.

## Discografía

### Pinhead Circus
- Everything Else Is Just a Far Gone Conclusion (1999)

### Rise Against
- The Unraveling (2001)
- Revolutions Per Minute (2003)
- Siren Song of the Counter Culture  (2004)
- The Sufferer & the Witness (2006)
- This Is Noise (EP) (2007)
- Appeal to Reason (2008)
- Endgame (2011)
- The Black Market (2014)
- Wolves (2017)
- The Ghost Note Symphonies, Vol. 1 (2018)
- Nowhere Generation (2021)